# Anatole Bolin
Pehr Jakob Anatole Dedekind "Tolly" Bolin, född 28 september 1893 i Svalöv, död 25 januari 1983 i Västerleds församling i Stockholm, var en svensk kort- och medeldistanslöpare. Han tävlade för IFK Stockholm och utsågs 1928 till Stor grabb nummer 34 i friidrott. 
Bolin innehade världsrekordet på 1 000 meter 1918 till 1922 och det svenska rekordet 1916 till 1922. Han hade det svenska rekordet på 800 meter 1916 till 1921 och på 400 meter Svenska spelen 1916 till 1918. Han vann fyra SM-tecken (tre på 800 meter och ett på 400 meter).
Han deltog i OS i Antwerpen 1920 på distanserna 400 och 800 meter, dock utan framgång.
Han arbetade som ingenjör och var tvungen att avbryta sin löparkarriär på grund av tjänstgöring i Japan.

## Karriär
År 1915 vann Anatole Bolin SM på 800 meter med 1:59,2. Han var detta år Sverige-bäst på 400 meter med 51,4.
Även 1916 vann han SM på 800 meter, denna gång med resultatet 1:58,1. Han slog den 24 september 1916 Ernst Wides svenska rekord på 800 meter från 1910 (1:56,4) med ett lopp på 1.56,0. Den 14 oktober detta år (i Stockholm) slog han Erik Lindholms svenska rekord på 400 meter från 1912 (50,2) genom att springa på 50,1. Under året övertog han även John Zanders svenska rekord på 1 000 meter genom att springa på 2:31,2 (underskridande det gällande världsrekordet, anledningen till att detta ej blev världsrekord är oklar).
Liksom året innan innehöll hösten 1917 två rekordförbättringar. Den 7 oktober slog han sitt eget rekord på 800 meter (1:55,2), och den 14 oktober förbättrade han sitt 400 metersrekord till 50,0. Det senare rekordet behöll han till 1918 då Nils Engdahl slog det med ett lopp på 49,4.
1918 vann Bolin SM både på 400 meter (50,1) och 800 meter (1:54,9). Det senare innebar också en förbättring av rekordet, vilket han behöll till 1921 då Sven Lundgren slog det. Detta år slog han också världsrekord på 1 000 meter i det han förbättrade tysken Georg Micklers 2:32,3 från 1913 till 2:29,1. Detta rekord fick han behålla till 1922 då Sven Lundgren sprang på 2:28,6.
År 1919 var Bolin Sverige-bäst på 800 meter med tiden 1:55,7.
Anatole Bolin ställde upp 1979 för Lidingöjoggen på 4 km och då var han 86 år. Han är begravd på Bromma kyrkogård.